# Blanca Olmedo
Blanca Olmedo es una obra escrita en 1908 por Lucila Gamero de Medina. Es la primera novela publicada por una mujer de Honduras.

## Argumento
«Blanca Olmedo» es una historia trágica, es la historia de una joven que lucha por ser feliz en contra de una adversidad que la acecha a cada paso y que al final no logra vencer. Blanca Olmedo es una muchacha ejemplar, bella e inteligente, cualidades que en vez de favorecerle le atraen enemigos que no cesan en su empeño por destruirla. 
Las desgracias de Blanca Olmedo comienzan cuando el personaje Elodio Verdolaga se ofrece para llevar los asuntos legales de su padre, don Carlos Olmedo. Verdolaga se pone de acuerdo con el demandante para perjudicar a don Carlos, haciéndole perder sus bienes, y también pretende aprovecharse de la desgracia económica de la familia para aprovecharse de Blanca. Don Carlos se da cuenta de la traición de Verdolaga y se lo comunica a su hija Blanca, que desde ese momento empieza a despreciar a Verdolaga con todo su ser. Don Carlos muere poco después, agobiado por la desgracia.

## Obras relacionadas
La doctora italiana Silvana Serafin publicó en mayo de 2014  el libro con el título "Blanca Olmedo: Una nueva autonomía de pensamiento y estética en la novela de Lucila Gamero de Medina", en el que analiza la novela de Lucila Gamero.